# Buchangebot (Geschichte)
Die Geschichte des Buchangebots ist ein Teilbereich buchwissenschaftlicher Forschung. Während sich die Literaturgeschichte auf die literarischen Gattungen konzentriert, Romane, Dramen und Gedichte dabei ins Zentrum rücken, ist die Geschichte des Buchangebots breiter. Es umfasst alle Arten von Büchern und es schließt Zeitungen und Zeitschriften in der Regel in seine Perspektive ein. Interessant ist dabei vor allem die Ausprägung des Angebots: wie war dieses Angebot an verschiedenen Orten sortiert?
Angebotsstudien geben bei dieser Ausgangslage zumeist nur Detailantworten nach Auswertung einzelner Dokumente. Einzelne Buchhandlungen können ihr Angebot erfasst haben. Kataloge des Buchhandels, die Messkataloge, geben Aufschluss über das Angebot an Büchern, das auf den Buchmessen vorgelegt wurde. Auswertungen moderner Computerkataloge kommen hinzu.

## Die großen Angebotsfelder und ihre Entwicklungen
Das Buchangebot ist älter als der Buchdruck. Noch im Mittelalter entwickelte sich ein Markt für handschriftlich kopierte Texte und gebundene Bücher, die in Privatbesitz von Gelehrten aber auch von Bürgern kamen. Die bürgerliche Verwendung reichte vom Besitz von kostbaren Prachthandschriften mittelalterlicher Lieder und Heldengedichte bis hinab zum Besitz von erbaulichen Schriften: Heiligenleben, Gebetbücher waren hier beliebt.

### Mit der Einführung des Drucks: ein hoher und ein niederer Markt

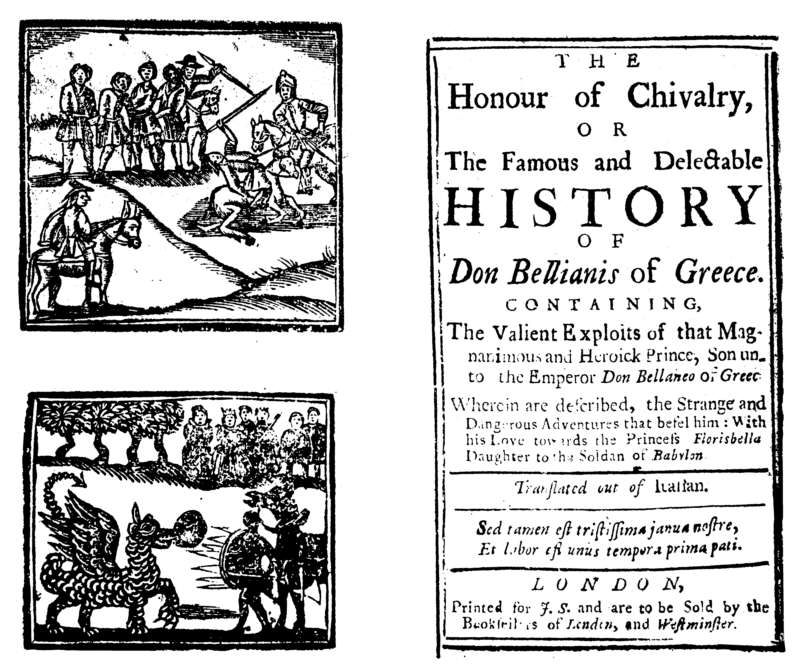
Géromino Fernandez, The Honour of Chivalry erstmals 1598 auf Englisch veröffentlicht, hier in einer Billigausgabe aus dem frühen 18. Jahrhundert, die die niedere Machart im Marktsegment besonders deutlich zeigt.

Mit dem Druck bildete sich eine Zweiteilung des Markts heraus: Wissenschaftliche Werke wurden den gelehrten Kreisen und den Fachbibliotheken angeboten. Ein einfaches Schrifttum adressierte die „Illiterati“, mit einer breiten Palette von Büchern alltäglichen Gebrauchs. Darunter befand sich Unterhaltung in Form von Büchern mit witzigen Geschichten oder kurzgefassten Heldenepen, darunter befanden sich Werke des täglichen religiösen Gebrauchs: Heiligenlegenden, Gebetbücher, Ermahnungen zu moralischem Leben. Hinzu kamen praktische Ratgeber: Gesundheitsbücher, Bücher mit praktischen Anleitungen.
Das billige Marktsegment richtete sich im Lauf der ersten 100 Jahre des Drucks auf ein niederes Publikum aus, dem vor allem mit Standardtiteln gedient war, mit altbekannten und vielgelesenen Büchern, die in zunehmend grober Machart – zu ihr gehörten die sich noch in denselben Büchern wiederholenden Holzschnitte zu Standardszenen – verbreitet wurden. Sprachliche Überarbeitungen fielen gering und sorglos aus, zu Beginn des 18. Jahrhunderts erwarb man auf dem billigen Markt kleine Bücher im typischen Quart-Format mit zusammengestrichenen Texten; zu Beginn des 19. Jahrhunderts stieß die seinerzeit soeben begründete Literaturwissenschaft auf diese Titel: Volksbücher wurde die rückwirkend eingesetzte Terminologie.
Die nachfolgende (stark gekürzte) Liste gibt einen Überblick über das Titelspektrum, das die Verleger T. Norris und A. Bettesworth 1719 in London im speziellen Marktsegment auf Lager hatten – es umfasst europäische Erzählliteratur wie Die sieben weisen Meister, religiöse Erbauung mit den Werken Bunyans genauso wie medizinische Aufklärung in Sexualibus – Aristotle’s Masterpiece versprach hier mehr als der Kunde erhielt. Witze und Unterrichtung (in Geschichte und in Rechtschreibung mit dem London Spelling Book) kam hinzu. Die Titel sind nur kurz zitiert – die Kunden wussten, wonach sie verlangen sollten:
| History of Reynard the Fox. _______ of Fortunatus. _______ of the Kings and Queens of England. Aristotle’s Master-piece. The Pleasures of Matrimony. Cabinet of Wit. The Wars of the Jews. The History of the Jews. The History of Parismus. The Book of Knowledge. Hart’s Sermons. Po[!]sie of Prayer. A Token for Mariners. Bunyan’s Sighs of Hell. Saviour’s Sermons of the Mount, 1st and 2nd Parts. Dyers Works. […] Whole Duty of Man. […] Bunyan’s barren Fig-tree. _______ Good News. _______ Solomon’s Temple. _______ Excellency of a broken Heart. _______ Come and Welcome. | _______ Good News. _______ Grace Abounding. _______ Heavenly Foot-man. _______ Advocateship. Book of Palmistry Dutch Fortune-teller, folio. Cambridge Jests. […] Guide to the Altar. History of the seven Wise Masters. _______ seven Wise Masters. Lambert of Cattle. […] London Spelling Book. Mother’s Blessing. Man’s Treachery to Women. Practice of the Faithful. Quacker’s Academy. Rochester’s Poems. Reynold’s Murder. ________ Adultery. School of Recreation. Art of Dying. D[o]ctrine of the Bible. |

### Erste Zeitungen
Zeitungen entwickelten sich aus Einblattdrucken memorabler Ereignisse, bei denen Holzschnitten und knappe textliche Berichte zusammenkamen. Das periodische Erscheinen einzelner Blätter bildete sich im 17. Jahrhundert heraus wie ein internationaler Nachrichtenmarkt: Die Blätter übernahmen Nachrichten voneinander und stellten ab der Mitte des 17. Jahrhunderts zunehmend einen einheitlichen europäischen Nachrichtenstand her. Das Erscheinen drei Mal die Woche wurde dabei für die meisten Blätter die Regel bis weit in das 18. Jahrhundert. Tageszeitungen entwickelten sich in London zu Beginn des 18. Jahrhunderts, wo sie Aufgaben des Veranstaltungskalenders und Werbeblatts übernahmen. In den kleineren Städten (London hatte zu Beginn des 18. Jahrhunderts eine halbe Million Einwohner, Städte wie Leipzig, München und Köln lagen 20 bis 40.000 Einwohnern) konzentrierte sich die Zeitung ab dem frühen 17. Jahrhundert auf außenpolitische Berichterstattung, was sie zudem vor lokalen Zensureingriffen schützte.

### Für Leser mit Geschmack: Die „belles lettres“ als neues Marktsegment
Mit dem 16. Jahrhundert differenzierte sich das europäische Buchangebot. Zwischen den gelehrten und den Schriften für einfache Leser kam ein eigenes Angebot an Büchern für Leser mit Bildung und Geschmack zustande. Romane, Memoires, elegante Epen in Versen interessierten nicht in den akademischen Wissenschaften Theologie, Jurisprudenz, Medizin und Philosophie, und sie gingen am niederen Publikum vorbei, das von der kunstvollen Sprache wie vom Preis der schön gemachten Bücher überfordert war. Die Leser waren zum guten Teil Frauen mit Bildung und Geschmack – in Städten wie Paris spielten Frauen eine erhebliche Rolle im kulturellen Leben der Stadt mit Salons, in denen man sich zu gebildeter Konversation traf. Die Leser der neuen Ware waren Männer mit Bildung, die sich neben der akademischen Beschäftigung Freiräume offen hielten. Adlige mit Geschmack an gelehrten Themen, doch einer Abneigung gegenüber dem verschulten Betrieb der akademischen Gelehrsamkeit kamen hinzu, Bürger, und Lebenskünstler, die als Autoren ihr Auskommen suchten, gehörten zum Publikum des neuen Marktsegments.
Die neue Ware erschien anfänglich vor allem auf dem französischen Markt. Ihr Etikett „belles lettres“ war geschickt gewählt. Die „Lettres“ waren der Bereich der Wissenschaften, hier jedoch war ein Teilgebiet „schöner Wissenschaften“ aufgemacht. Die deutsche Übersetzung „schöne Wissenschaften“ kam im 18. Jahrhundert in Mode, ihr voran ging die Übersetzung „galante Wissenschaften“, die mehr den modischen Aspekt betonte und die Tatsache, dass hier eine Bildung für Frauen und Männer mit Geschmack gegenüber der „pedantischen“ akademischen Gelehrsamkeit der Universitäten entstand. Hauptsächlich auf Französisch verlegt, hatte die neue Ware einen europäischen Markt – sie verkaufte sich in Frankreich und im Rest Europas, das Französisch als die eleganteste lebende Sprache pflegte.
In der zweiten Hälfte des 17. Jahrhunderts wurde es in London rentabel, die neuesten französischen belles lettres auf Englisch vorzulegen. Englische Autoren übersetzten und brachten bald eigene Ausgaben antiker Klassiker, eleganter Memoires, moderner Romane im hohen neuen Stil auf den Markt. Das deutsche Buchangebot hinkte nach, was vor allem daran lag, dass die Kundenkreise der belles lettres französische Originalausgaben schätzten. Ein zweites kam hinzu: Deutschland hatte eine fest etablierte Universitätslandschaft, die traditionell dem lateinischen Unterrichtsbetrieb verpflichtet war. Ab den 1680ern nahm sie die neue Bildung aus dem Feld der belles lettres als Bedrohung wahr. Gelehrte wie Christian Thomasius bekannten sich zu ihr und begannen auf Deutsch zu unterrichten – sie priesen gleichzeitig den französischen Markt eleganter Bücher. Ihre Besoldung erhielten die Vorkämpfer der belles lettres in Deutschland im universitären Leben. In London versuchten sie, die den Geschmack teilten, vom Markt zu leben und für dieses in der eigenen Sprache zu produzieren.
Erst mit dem 18. Jahrhundert kam eine größere Produktion deutschsprachiger Belletristik in Gang. Sie fand gleichzeitig eine neue Ausrichtung auf die Poesie der Nation, jenes Feld das als literarischer Markt vom 18. ins 19. Jahrhundert zum Durchbruch kam.

### Die Nationalliteratur als Teilgebiet der belles lettres
Mit dem 18. und 19. Jahrhundert entstand innerhalb der belles lettres ein eigener Bereich nationalen Wettstreits und Interesses: Der Bereich, aus dem die Nationalliteratur formiert wurde (hierzu ausführlicher der Artikel Literatur). Der neue Markt, maßgeblich gefördert von der Literaturdebatte, die an dieser Stelle ihr Thema wechselte, schuf ein Feld breiten nationalen Austauschs, und im Verlauf einen Bildungsgegenstand, der als Nationalliteratur im Schulunterricht eingeführt werden konnte.
Waren bis hierhin Theologie und Wissenschaften die großen Bereiche des Buchmarkts, so verdrängte die Belletristik in der Folge dieser Entwicklung die Theologie im Buchangebot – und in den nationalen Diskussionen. Die gegenwärtige Aufteilung des Buchangebots entstand: Das größte Feld ist die belletristische Produktion. In ihr hat „anspruchsvolle Literatur“ einen eigenen Bereich. Gegenüber der Belletristik besteht die Fachliteratur. Eigene Felder liegen in Grenzfeld zwischen Belletristik und Fachliteratur mit einer breiten Palette der Ratgeberliteratur, der Sachbücher, Kochbücher, der Religion, der Philosophie und der Esoterik.

## Die Gesamtmenge gedruckter Ware

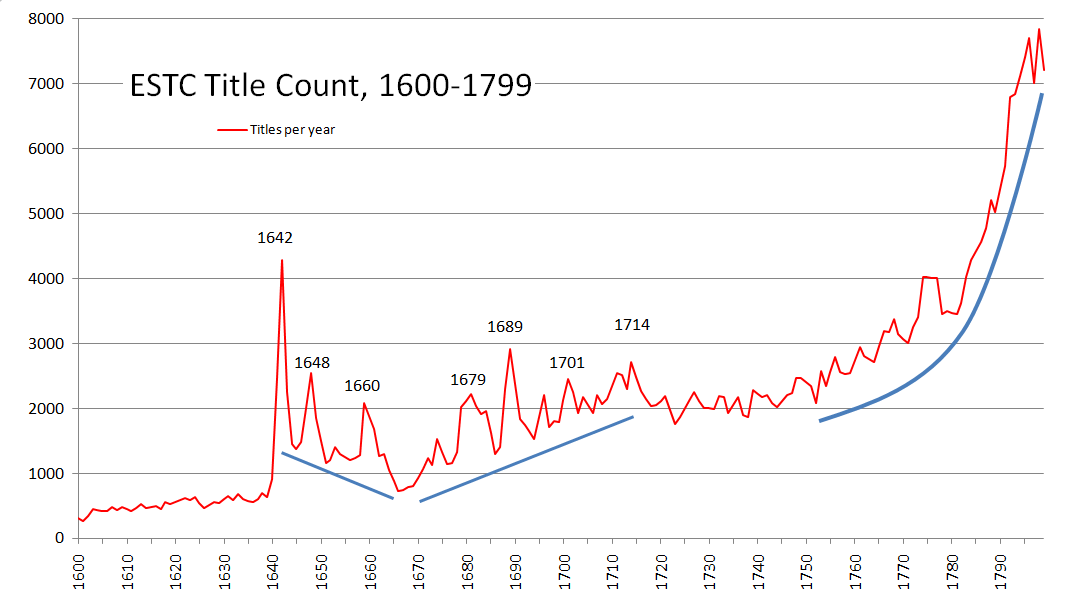
Die englische Buchproduktion 1600–1800, Titelzählung nach dem English Short Title Catalogue

Über die Gesamtmenge gedruckter Ware in ihrer historischen Entwicklung lässt sich im Moment nur schlecht Überblick verschaffen. Sehr weit gediehen sind die Auswertungen im englischen Sprachraum dank des Aufbaus des English Short Title Catalogue. Dieser begann als „Eighteenth-Century Short Title Catalogue“, ein Computerkatalog aller Drucke des 18. Jahrhunderts, und wurde später auf alle im englischen Sprachraum erschienenen Drucke zwischen der Einführung der Druckpresse und dem Jahr 1800 ausgeweitet.
Die nebenstehende Statistik erfasst die Gesamttitelmenge nach einzelnen Druckjahren. Ausgeschlossen sind dabei Periodika, Zeitungen und Zeitschriften. Die Statistik weist sofort eine Diskontinuität auf: Bis 1640 entwickelte sich das Buchangebot stetig, danach unterlag es massiven Schwankungen.
Die Merkwürdigkeit resultiert aus dem Aufkommen politisch religiöser Streitschriften. 1641/42 ist das Datum der englischen Revolution. Die Höhepunkte der Presseaktivität, die in der Statistik zu besonderen Ausschlägen führen lassen sich benennen: 1649 wird Karl I. enthauptet, danach bricht der Bürgerkrieg aus, der 1660 mit der Restauration der Macht endet. Die Buchproduktion sinkt in diesen Jahren unter dem Strich. Von 1660 bis 1720 steigt sie, wobei Jahre politischer Debatten Höhepunkte bilden. Der Krieg gegen die Niederlande schafft in den 1670ern solche Debatten, die Glorious Revolution 1688/89 schlägt mit einer massiven Produktion zu Buche, der Beginn des Spanischen Erbfolgekriegs 1701/02, der Machtwechsel in London 1709/10. Die Walpole-Ära, die mit den 1720ern beginnt schafft eine ruhigere Entwicklung. Dann ab Mitte des 18. Jahrhunderts beginnt ein ganz anderer Anstieg mit einer Kurve, statt massiven Ausschlägen. Das Publikum wächst in den Kolonien, die Alphabetisierung schafft eine wachsende Öffentlichkeit, die Belletristik wird nun bestimmendes Marktsegment.
Die großen Ausschläge der Statistik bergen eigene Verzerrungen: Während der Pressekampagnen wurden viele aufeinander binnen weniger Tage reagierende Schriften aufgelegt, sehr kurze Titel, die bei Absatz in einem Dutzend Auflagen binnen einiger Wochen nachgedruckt wurden.
Wollte man eine aufschlussreichere Statistik des Buchangebots erstellen, müsste man die Zeitungen und Journale in die Statistik nehmen, und versuchen Papiervolumina hochzurechnen – das würde den Stellenwert der kurzen Titel reduzieren und ein klareres Bild davon geben, zu welchem Zweck die Druckpressen tatsächlich liefen.
Vergleichbare Datenlagen liegen für den deutschen Sprachraum nicht vor. Der VD 16 und der VD 18 sind vergleichsweise junge Projekte, die noch nicht die statistischen Hochrechnungen zulassen. Die Messkataloge des deutschen Sprachraums, die im 17. und 18. Jahrhundert das Angebot erfassten, sind demgegenüber eine fragwürdige Quelle, da sie nur listen, was in den überregionalen Handel gelangte: eine langfristig absetzbare Ware vor allem protestantischer Verlage.

### Volumina innerhalb des Buchangebots
Die Messkataloge, mit denen man sich innerhalb des Buchhandels über Neuerscheinungen informierte (und die nicht minder Kunden zur Orientierung dienten), erlauben es Produktionsvolumina in zeitgenössischen Sortierungen zu erfassen. Sie geben jedoch keinen Überblick über das Gesamtangebot, da hier nur Titel für den überregionalen Handel gelistet wurden. In den deutschen Messkatalogen fehlt ab Mitte des 17. Jahrhunderts der süddeutsche katholische Buchhandel, in allen Messkatalogen sind regionale und kurzfristige Produktionen unterrepräsentiert. Zeitungen fehlen, Zeitschriften sind dürftig bis gar nicht vertreten.
Die nachfolgenden statistischen Aufschlüsselungen analysieren einen englischen und einen deutschen Messkatalog des frühen 18. Jahrhunderts (Ostern 1711). Unterschiede der Marktsortierung werden dabei deutlich. Der deutsche Katalog gewichtet die Bücher der Gelehrsamkeit stärker, der englische unterteilt in den meisten Sparten nach neuen und wieder aufgelegten Titeln, was die aktuelle Produktion hervorhebt, die in London im tagespolitischen Schlagabtausch besonderen Stellenwert gewinnt.
Beide Statistiken bieten rechts in den roten Blöcken Summen: 56 % des englischen Angebots sind tagesaktuelles Schrifttum in den Sparten Theologie und Politik. 70 % fällt überhaupt auf diese beiden Bereiche:
| [DIVINITY.]                      | 71  | 37 %  |      |      |
| REPRINTED.                       | 24  | 13 %  |      |      |
| HISTORY AND POLITICKS.           | 35  | 18 %  | 56 % |      |
| REPRINTED.                       | 3   | 2 %   |      | 70 % |
| MATHEMATICAL SCIENCES.           | 11  | 6 %   |      |      |
| REPRINTED.                       | 4   | 2 %   |      |      |
| PHYSICAL AND NATURAL PHILOSOPHY. | 4   | 2 %   |      |      |
| REPRINTED.                       | 5   | 3 %   |      |      |
| PHILOLOGY.                       | 4   | 2 %   |      |      |
| REPRINTED.                       | 7   | 4 %   |      |      |
| POETRY.                          | 3   | 2 %   |      |      |
| REPRINTED.                       | 2   | 1 %   |      |      |
| MISCELLANIES.                    | 18  | 9 %   |      |      |
| ADVERTISEMENT.                   | (1) |       |      |      |
|                                  | 191 | 100 % |      |      |

Der deutsche Messkatalog eröffnet mit den drei großen Fakultäten der Wissenschaften: Theologie, Jurisprudenz und Medizin (die übrigen Fächer fielen unter das philosophische Grundstudium). 45 % seines Angebots bleiben von der Theologie in den drei Konfessionen bestimmt (die erste rote Spalte), ebenso hoch liegt im Moment der Anteil deutschsprachiger Bücher (die zweite rote Spalte rechts) – die Landessprache ist mit diesem Zwischenergebnis gegenüber dem Latein deutlich auf dem Vormarsch. Besondere Beachtung verdient im deutschen Messkatalog die Sparte der „Teutschen Historischen, Philosophischen und anderen Bücher“. Sie umfasst den belletristischen Markt – Romane stehen hier zwischen Memoires, Reiseberichten und aktuellen tagespolitischen Journalen, ohne eigens gekennzeichnet zu werden. Eine Sparte der „Literatur“ fehlt in beiden Katalogen. „Poesie“ notiert im englischen Katalog Texte in gebundener Sprache.
| Libri Theologici Theologorum Augustanae Confessionis                  | 67   | 10 %  |      |      |
| Teutsche Theologische Bücher der Augspurgischen Confeßions-Verwandten | 167  | 25 %  |      |      |
| Libri Theologici Theologorum Catholicorum                             | 35   | 5 %   |      |      |
| Teutsche Theologische Bücher der Catholischen                         | 17   | 3 %   |      |      |
| Libri Theologici Reformatæ Religionis                                 | 9    | 1 %   |      |      |
| Teutsche Theologische Bücher der Reformirten                          | 13   | 2 %   | 45 % |      |
| Libri Juridici                                                        | 62   | 9 %   |      |      |
| Teutsche Juristische Bücher                                           | 16   | 2 %   |      |      |
| Libri Medici et Chymici                                               | 19   | 3 %   |      |      |
| Teutsche Medicinische Bücher                                          | 21   | 3 %   |      |      |
| Libri Historici Philosophici et Aliorum Artium-Humanorum              | 113  | 17 %  |      |      |
| Teutsche Historische, Philosophische und andere Bücher                | 108  | 16 %  |      | 45 % |
| Libri Peregrini Idiomatis                                             | 18   | 3 %   |      |      |
| Musicalische Bücher                                                   | 3    | 0,4 % |      |      |
| Libri Futuris Nundinis Prodituri                                      | (92) |       |      |      |
| Bücher, so bereits fertig, deren Titul aber zu spät eingelauffen.     | 11   | 2 %   |      |      |
|                                                                       | 679  | 100 % |      |      |

Beide Messkatalogsquerschnitte sind Momentaufnahmen einer größeren Entwicklung, sie führt vom Buchmarkt, den die Theologie und die Wissenschaften dominierten zum modernen Buchmarkt, auf dem Belletristik den Ton angibt – ein Markt, der sich erst im 19. Jahrhundert gedeckt durch große nationale Diskussionen entfaltete.